# ويني شو
ويني شو (بالإنجليزية: Winnie Shaw)‏ مواليد 18 يناير 1947 في غلاسكو - الوفاة 30 مارس 1992، كانت لاعبة كرة مضرب بريطانية. حققت الوصافة مرتين في بطولة فرنسا المفتوحة للتنس.

## النهائيات

### الزوجي
الوصافة (1)
| السنة | البطولة        | الأرضية | الشريك     | المنافس في النهائي      | النتيجة في النهائي |
| 1972  | فرنسا المفتوحة | ترابية  | نيل ترومان | بيلي جين كينغ بيتي ستوف | 1–6, 2–6           |

### الزوجي المختلط
الوصافة (1)
| السنة | البطولة        | الأرضية | الشريك     | المنافس في النهائي           | النتيجة في النهائي |
| 1971  | فرنسا المفتوحة | ترابية  | توماس ليوس | فرانسواز دور جان كلود باركلي | 2–6, 4–6           |

## روابط خارجية
- ويني شو على موقع رابطة محترفات التنس (الإنجليزية)
- ويني شو على موقع الاتحاد الدولي لكرة المضرب (الإنجليزية)
- ويني شو على موقع كأس بيلي جين كينغ (الإنجليزية)
- ويني شو قاعة قاعة إسكتلندا للمشاهير الرياضية (الإنجليزية)